# Starflight 2: Trade Routes of the Cloud Nebula
Starflight 2: Trade Routes of the Cloud Nebula est un jeu vidéo de rôle et de stratégie développé par Binary Systems et publié par Electronic Arts en 1989 sur DOS et en 1991 sur Amiga et Macintosh. Comme son prédécesseur, Starflight, le jeu se déroule dans un univers de science-fiction et propose un gameplay combinant des éléments d’exploration spatiale, de jeux de rôle et de jeux de stratégie. Le joueur y commande un vaisseau spatial et peut visiter 150 systèmes solaires différents, dont il peut explorer les planètes, et communiquer ou attaquer d’autres vaisseaux. Il partage de nombreux points communs avec son prédécesseur mais propose un nouveau scénario, de nouvelles technologies et de nouvelles races d’aliens. Il ajoute également la possibilité de faire du commerce avec les extra-terrestres,.
Le jeu a été élu jeu vidéo de rôle de l’année par le magazine Computer Gaming World en 1990.